# روبرت أريلانو
روبرت أريلانو (بالإنجليزية: Robert Arellano)‏ (12 يوليو 1969)؛ روائي أمريكي. درس في جامعة براون.

## روابط خارجية
- روبرت أريلانو على موقع ميوزك برينز (الإنجليزية)
- روبرت أريلانو على موقع أول ميوزيك (الإنجليزية)
- روبرت أريلانو على موقع ديسكوغز (الإنجليزية)